# Vetenskapsåret 1963

## Händelser

### Astronomiochrymdfart
- 19 juni – Sovjetiskan Valentina Teresjkova blir den första kvinnan i rymden, där hon åker 48 varv runt jorden i en kapsel [1], 26 år gammal [2].

### Fysik
- 1 maj - Ågestaverket, Sveriges första kärnkraftverk, tas i drift.

### Medicin
- 3 juni - Guy Alexandre genomför den första framgångsrika njurtransplantationen från en hjärndöd donator,[3] vars hjärta ännu fungerar, vid Saint Pierre-sjukhuset i Leuven, Belgien.
- Okänt datum - Thomas Starzl utför den första levertransplantationen, vilket sker vid University of Colorado Health Sciences Center.[4]
- Okänt datum - James D. Hardy utför den första lung transplantationen.[4]

### Psykologi
- Okänt datum - Stanley Milgram publicerar resultaten av sitt experiment.[5]

### Teknik
- 30 augusti -  Det nederländska elektronikföretaget Philips demonstrerar sitt kassettband i samband med Internationella radioutställningen i Västberlin.[6]

## Pristagare
- Bigsbymedaljen: Wallace Spencer Pitcher [7]
- Copleymedaljen: Paul Fildes
- Ingenjörsvetenskapsakademien utdelar Stora guldmedaljen till Torsten Althin
- Nobelpriset: [8]
  - Fysik: Eugene Wigner, Maria Goeppert-Mayer, J. Hans D. Jensen
  - Kemi: Karl Ziegler, Giulio Natta
  - Fysiologi/medicin: John Eccles, Alan L. Hodgkin, Andrew Fielding Huxley
- Wollastonmedaljen: Felix Andries Vening Meinesz [9]

## Födda
- Okänt datum – Jane Luu, vietnamesisk-amerikansk astronom.

## Avlidna
- 11 maj – Herbert S. Gasser, amerikansk fysiolog, nobelpristagare.

### Fotnoter
1. ↑  20:e århundrades När Var Hur - 1963, Bernt Himmelstedt, Forum, 1999
2. ↑  100 år med Aftonbladet – 1963, 1999
3. ↑   Guy Alexandre, ScienceDirect /sciencedirect.com (läst 12 augusti 2025)
4. 1 2  Machado, Calixto (13 augusti 2005). ”The first organ transplant from a brain-dead donor”. Neurology "64":  ss. 1938–42. http://www.neurology.org/content/64/11/1938.full.
5. ↑  ”Behavioral Study of Obedience”. Journal of Abnormal and Social Psychology "67":  ss. 371–378. doi:10.1037/h0040525. PMID 14049516. http://content.apa.org/journals/abn/67/4/371.
6. ↑  Bob Dormon (30 augusti 2013). ”Are you for reel?” (på engelska). The Register. https://www.theregister.com/2013/08/30/50_years_of_the_compact_cassette/. Läst 10 februari 2023.
7. ↑  ”Geological Society”. Arkiverad från originalet den 5 juni 2011. https://web.archive.org/web/20110605101836/http://www.geolsoc.org.uk/gsl/society/history/page753.html. Läst 13 april 2011.
8. ↑  ”Nobelpriset”. http://nobelprize.org/nobel_prizes/lists/all/index.html. Läst 10 april 2011.
9. ↑  ”Geological Society”. Arkiverad från originalet den 5 juni 2011. https://web.archive.org/web/20110605102217/http://www.geolsoc.org.uk/gsl/society/history/page750.html. Läst 14 april 2011.